# 西帕克特利

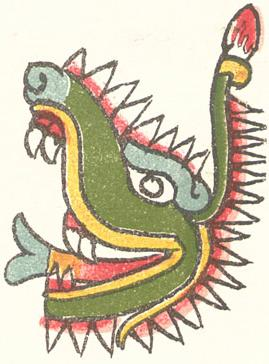
西帕克特利

在阿茲特克神話中，西帕克特利是太初的一隻半鱷半魚的水怪。個性極為凶狠，無時無刻不處在飢餓的狀態。它身上的每一個關節都長了一張嘴。特斯卡特利波卡犧牲了自己的一隻腳，誘使它靠近後，聯合克特薩爾科瓦特爾、維齊洛波奇特利、以及希佩托特克將它擊殺，用它的身體創造了世界。
北歐神話裡也有類似的情節，請參考芬里爾。